# Cyryl I (metropolita kijowski)
Cyryl (zm. 1233) – metropolita kijowski w latach 1224–1233.

## Życiorys
Cyryl został wyznaczony na metropolitę kijowskiego przez patriarchę konstantynopolitańskiego Hermana II w 1224, a następnie intronizowany w Kijowie w święto Objawienia Pańskiego (6 stycznia 1225). Objęcie przez niego katedry nastąpiło cztery lata po śmierci jego poprzednika Mateusza.
Podobnie jak jego poprzednicy, Cyryl występował jako pośrednik w rozwiązywaniu konfliktów między książętami ruskimi, dzięki czemu zyskał znaczny szacunek. W kronikach ruskich opisuje się również wysoki poziom jego wykształcenia oraz dobre relacje z kijowskim Monasterem Pieczerskim. W swojej działalności dążył do usamodzielnienia się metropolii kijowskiej od wpływów władzy świeckiej oraz do jej konsolidacji wewnętrznej. W tym celu zorganizował w okresie sprawowania urzędu dwa Sobory Lokalne: w 1227 we Włodzimierzu nad Klaźmą i w 1231 w Kijowie. Prawdopodobnie w politykę konsolidacji i umacniania władzy duchownej prowadzoną przez Cyryla wpisuje się również stosowanie przezeń tytułu arcybiskupa metropolii ruskiej, co podkreślało jego zwierzchnictwo nad całą hierarchą ruską, istotniejsze od zależności biskupów od władzy świeckiej.
Metropolita Cyryl sprawował urząd do swojej śmierci w 1233.

## Niejasności
W Kijowsko-Sofijskim Pomianniku, jakim posługiwał się archimandryta ławry Pieczerskiej Zachariasz (Kopysteński) przy sporządzaniu katalogu metropolitów w swojej "Palinodii", wymienia się metropolitę Cyryla. Cyryl został również wskazany na moskiewskich listach metropolitów w Latopisie Nikona oraz na liście w rękopisie wołokołamskim, znajdującym się w zbiorach biblioteki Moskiewskiej Akademii Duchownej. Lata służby i życia hierarchy nie zostały wskazane w żadnym z tych źródeł. Ponadto późniejszy Latopis Hustyński nazywa Cyryla Rusinem, nie Grekiem. Te późniejsze dowody były punktem wyjścia dla opinii, że w okresie przedmongolskim było dwóch metropolitów o imieniu Cyryl. W XIX wieku przyjęto założenie, że na katedrze kijowskiej metropolita Cyryl I pozostawał w latach 1039-1051, to znaczy między metropolitą Teopemptem, wspomnianym w 1039 r., a wyborem Hilariona, który objął urząd w 1051 r. Jednak nawet w czasach przedrewolucyjnych większość badaczy, jak wskazano w prawosławnej Encyklopedii Teologicznej, nie uważała tych danych za wiarygodne, nie uznając w ten sposób samego faktu istnienia metropolity Cyryla w XI wieku.